# Birkenbach (Aubach)
Der Birkenbach ist ein knapp 0,4 Kilometer langer, westlicher und linker Zufluss des Aubachs im mittelhessischen Lahn-Dill-Kreis, der auf dem Gebiet der Gemeinde Haiger verläuft.

## Geographie

### Verlauf
Der Birkenbach entspringt auf einer Höhe von etwa 338 m ü. NHN im Naturpark Lahn-Dill-Bergland gut 600 Meter nördlich des zu der Kleinstadt Haiger gehörenden Stadtteils. Langenaubach und mehr als 900 Meter südöstlich des Haigerer Stadtteils  Flammersbach in der Flur Im untersten Birkenbachdirekt östlich eines Feldwegs. Seine Quelle liegt in einer Wiese etwa 300 Meter nördlich der Helmut Kreutz Mahlwerke GmbH.
Das Bächlein fließt zunächst als stark begradigter Wassergraben ungefähr 150 Meter in ostnordöstlicher Richtung durch Grünland und unterquert dann die L 3044.
Der Birkenbach mündet schließlich kurz danach in der Flur In der Pfaffenwiese auf einer Höhe von ungefähr 319 m ü. NHN in einem Gehölz von links in einen Mühlgraben, der für die dort gut 300  Meter im Nordnordosten liegende Farbmühle etwa 300 Meter bachaufwärts links vom Aubachs abgezweigt wurde.
Sein 0,35 km langer Lauf endet ungefähr 19 Höhenmeter unterhalb seiner Quelle, er hat somit ein mittleres Sohlgefälle von etwa 54 ‰.

### Einzugsgebiet
Das Einzugsgebiet des Birkenbachs liegt im Naturraum Westerwald-Osthang und wird durch ihn über den Aubach, die Dill, die Lahn und den Rhein zur Nordsee entwässert.
Es ist völlig unbewohnt und wird in großen Bereichen von Grünland dominiert.